# Loretta Butler-Turner

## Tiểu sử
Loretta Butler-Turner được sinh ra ở Nassau, The Bahamas với mẹ là Rose Marie Taylor và cha là Raleigh Butler, là con trai của Toàn quyền Bahamian đầu tiên, Milo Butler. Bà theo học trường tiểu học và trung học tại St. Andrew ở Nassau và là người phụ nữ Bahamian đầu tiên lấy bằng Cử nhân Khoa học về khoa học nhà xác Bà tốt nghiệp xuất sắc từ Viện Khoa học thế giới New England.
Butler-Turner là nữ giám đốc nhà xác và người hộ tang đầu tiên ở The Bahamas, nối tiếp công việc kinh doanh của cha bà, Nhà tang lễ Butlers và Nhà hỏa táng Nassau. Bà đã cung cấp dịch vụ cho một số đám tang đáng chú ý, đặc biệt là đám tang của Aaliyah và Daniel Wayne Smith, con trai của Anna Nicole Smith.
Năm 2007, bà được bầu vào quốc hội từ Đơn vị bầu cử Montagu và được bổ nhiệm làm Bộ trưởng Bộ Phát triển Xã hội trong Bộ Lao động và Phát triển Xã hội. Khi Jeanette Carrillo Madrigal của Costa Rica từ chức Phó chủ tịch Ủy ban Phụ nữ Liên Mỹ vào tháng 11 năm 2009, Butler-Turner đã hoàn thành phần còn lại của nhiệm kỳ, kết thúc vào năm 2011. Vào năm 2012, Butler-Taylor đã tranh cử vào ghế quốc hội của Quốc hội Long Island, đã được bầu và được bổ nhiệm làm Bộ trưởng Bộ Dịch vụ Xã hội. Cùng năm đó, bà được chọn làm Phó lãnh đạo Phong trào Quốc gia Tự do (FNM) và ra tranh cử lãnh đạo đảng năm 2014. Bà bị đánh bại bởi Hubert Trinis và Peter Turnquest, thay thế bà làm Phó thủ lĩnh. Vào tháng 12 năm 2016, Butler-Turner đã tuyên thệ nhậm chức Thủ lĩnh phe đối lập phụ nữ đầu tiên trong lịch sử Bahamas. Bốn ngày sau, Butler bị chỉ trích từ người tiền nhiệm của bà, Hubert Trinis, người thề sẽ hủy bỏ sự lãnh đạo của bà.
Vào tháng 4 năm 2017, bà đã bị loại khỏi đảng và hoạt động độc lập trong cuộc tổng tuyển cử vào tháng sau. Bà nhận được ít hơn 300 phiếu, do đó kết thúc sự nghiệp quốc hội của mình.